# Festival di Donaueschingen

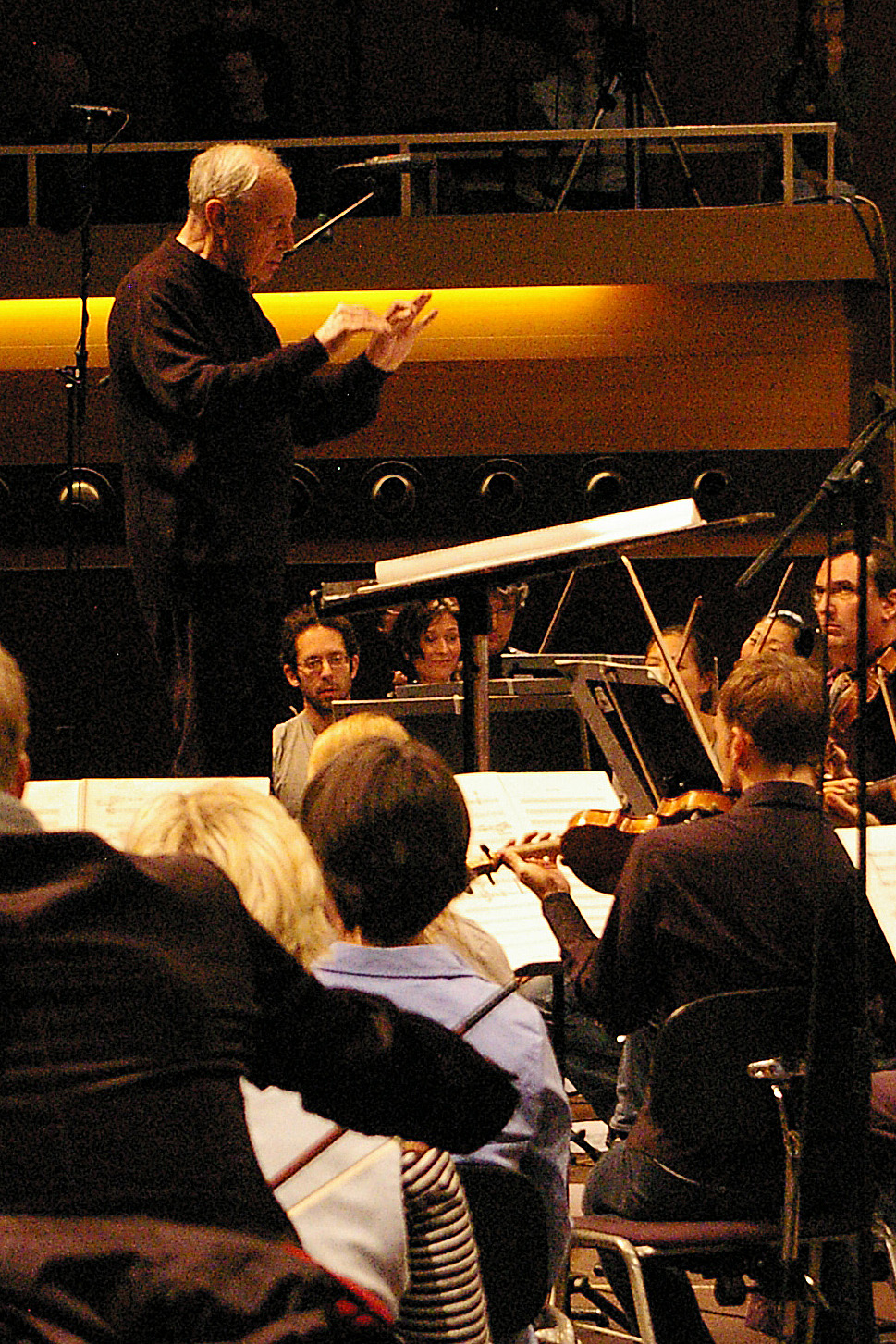
Pierre Boulez al Festival di Donaueschingen nel 2008.

Il Festival di Donaueschingen (in tedesco: Donaueschinger Musiktage) è una manifestazione dedicata all'ascolto e alla diffusione della musica contemporanea che si tiene ad ottobre nella cittadina di Donaueschingen, nel sudovest della Germania. Fondato nel 1921, è uno dei più antichi festival dedicati alla nuova musica e uno tra i più conosciuti e prestigiosi.

## Storia
Nel 1913 venne fondata la Società degli amici della musica di Donaueschingen sotto gli auspici della casata Fürstenberg. Presto nacque l'idea di tenere un piccolo festival per presentare artisti giovani e promettenti. Un comitato di illustri musicisti, tra cui Ferruccio Busoni, Joseph Haas, Hans Pfitzner, Arthur Nikisch e Richard Strauss, si incontrò nel 1921 per discutere la possibile organizzazione di un evento dedicato alla musica da camera.
Il primo concerto venne presentato solo pochi mesi dopo. Il 31 luglio 1921 avvenne la prima esecuzione mondiale del Quartetto op. 16 di  Paul Hindemith, insieme alle primi di opere di Alois Hába e Ernst Křenek. Nei tre anni successivi vennero invitati compositori come Arnold Schönberg, Anton Webern e Josef Matthias Hauer, ovvero i principali rappresentanti della scuola viennese di musica dodecafonica. Nel 1925 vennero inseriti in programma anche opere corali, per poi aggiungere l'anno successivo anche composizioni per ensemble di fiati. Con opere sperimentali quali il surrealista Balletto triadico di  Oskar Schlemmer il festival aumentò ulteriormente il proprio campo d'interesse, diventando sempre più attraente per i compositori e gli interpreti di musica d'avanguardia.
Nel 1927 il festival venne trasferito a Baden-Baden. Negli anni 1931-1933, 1935, 1940-1945 e 1948-1949, a causa della situazione politica internazionale, la manifestazione venne sospesa. Tuttavia dal 1933 al 1935 il Partito Nazista organizzò una serie di concerti intitolata Celebrazione musicale di Donaueschingen o Vecchia e nuova musica da camera della regione svevo-alemanna.
Finita la seconda guerra mondiale, la Società degli amici della musica di Donaueschingen fu nuovamente in grado di organizzare il festival con il nome di Festival di Donaueschingen di musica contemporanea. Grazie ad un accordo di cooperazione con la Südwestfunk di Baden-Baden, l'enfasi del programma si spostò sull'esecuzione di opere per grande orchestra. Nel 1951 vennero eseguite nuove opere di Olivier Messiaen e del suo studente Pierre Boulez, insieme a vecchi lavori di Hindemith e Béla Bartók.
Nel 1972 venne istituito il Premio Karl Sczuka per le opere radiofoniche, mentre dal 1993 si stabilì che ogni edizione dovesse avere un proprio tema conduttore. Nel 1998 l'orchestra della Südwestfunk venne rimpiazzata con quella della  Südwestrundfunk di Baden-Baden.

## Lista dei compositori selezionati
- 1921: Alban Berg, Alois Hába, Ernst Křenek, Philipp Jarnach, Anton Webern, Arnold Schönberg, Josef Matthias Hauer, Paul Hindemith

- 1925: Hanns Eisler, Paul Dessau, Igor Stravinsky

- 1926: Paul Hindemith, Ernst Toch, Gerhart Münch

- 1927: Kurt Weill, Darius Milhaud, George Antheil

- 1951-1960: Pierre Boulez, Olivier Messiaen, Hans Werner Henze, Karlheinz Stockhausen, Bernd Alois Zimmermann, Luigi Nono, Earle Brown, John Cage, Henri Pousseur, Iannis Xenakis, Luciano Berio, Elliott Carter, Mauricio Kagel, Edgard Varèse, Krzysztof Penderecki, Wilhelm Killmayer

- 1961-1980: György Ligeti, Heinz Holliger, Alfred Schnittke, Dieter Schnebel, Wolfgang Rihm, Helmut Lachenmann, Hans Zender, Brian Ferneyhough, Peter Eötvös, Younghi Pagh-Paan

- 1981-: Peter Ablinger, Mark Andre, Julio Estrada, Dror Feiler, Klaus Huber, Benedict Mason, Olga Neuwirth, Frederic Rzewski, Marc Sabat, Elliott Sharp, Jörg Widmann